# Satyrus
Genre
Le genre Satyrus regroupe des lépidoptères (papillons) de la famille des Nymphalidae et de la sous-famille des Satyrinae.

## Dénomination
Le nom Satyrus leur a été donné par Pierre André Latreille en 1810.

## Liste des espèces

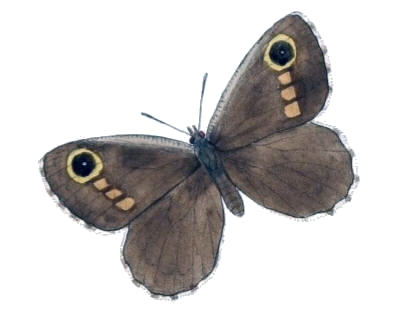
Satyrus pimpla

- Satyrus actaea (Esper, 1780) — Petite coronide ou Actéon. Dans le sud-ouest de l'Europe et en Asie Mineure.
- Satyrus amasinus Staudinger, 1861. En Asie Mineure.
- Satyrus atlantea ou Satyrus ferula atlantea la Coronide de l'Atlas
- Satyrus daubi Gross & Ebert, 1975. Au Kopet-Dagh.
- Satyrus effendi Nekrutenko, 1989. En Transcaucasie.
- Satyrus favonius Staudinger, 1892. Présent en Asie Mineure.
- Satyrus ferula (Fabricius, 1793) — Grande coronide.
  - Satyrus ferula alaica Staudinger, 1886 ;
  - Satyrus ferula altaica Grum-Grshimailo, 1893 ;
  - Satyrus ferula atlantea (Verity, 1927) dans l'ouest du Maroc ou Satyrus atlantea la Coronide de l'Atlas.
  - Satyrus ferula cordulina Staudinger, 1886 ;
  - Satyrus ferula liupiuschani O. Bang-Haas, 1933 ;
  - Satyrus ferula medvedevi Korshunov, 1996 ;
  - Satyrus ferula penketia Fruhstorfer, 1908 ; en Grèce.
  - Satyrus ferula rickmersi van Rosen, 1921 ;
  - Satyrus ferula sergeevi Dubatolov & Streltzov, 1999 ;
  - Satyrus ferula serva Fruhstorfer, 1909 ;
- Satyrus iranicus Schwingenschuss, 1939. Dans le nord de l'Iran.
  - Satyrus iranicus kyros Gross & Ebert, 1975 dans les monts Talysh.
- Satyrus nana Staudinger, 1886. Au Kopet-Dagh.
- Satyrus orphei Shchetkin, 1985.
- Satyrus parthicus Lederer, 1869.
- Satyrus pimpla C. & R. Felder, 1867. Présent dans le nord-ouest de l'Himalaya.
  - Satyrus pimpla tajik Clench & Shoumatoff, 1956 ;
- Satyrus stheno Grum-Grshimailo, 1887.
- Satyrus virbius Herrich-Schäffer, 1843. Présent en Crimée.

### Source
- (en) funet